# Eleccions al Parlament Europeu de 2019 (Dinamarca)
Les Eleccions al Parlament Europeu a Dinamarca es van celebrar el 26 de maig de 2019 per escollir els 13 escons danesos al Parlament Europeu, que es van ampliar a 14 després del Brexit.
En aquestes, que es produïen deu dies abans de les eleccions legislatives, va guanyar el partit Venstre, guanyant dos escons. En canvi, van resultar un desastre per al Partit Popular Danès, que va perdre tres dels seus quatre escons i pel Moviment Popular contra la UE, que desapareixia per primera vegada des del 1979. Tant l'Esquerra Verda com els Socioliberals van doblar la seva representació, passant d'un a dos eurodiputats, es van mantenir Els Conservadors amb un eurodiputat i entraven amb la mateixa representació l'Aliança Roja-Verda.

## Resultats
| Candidatura                   | Candidatura                                | Vots    | %    | Escons | Escons     |     |
| Candidatura                   | Candidatura                                | Vots    | %    | 2019   | Postbrexit | +/- |
| ----------------------------- | ------------------------------------------ | ------- | ---- | ------ | ---------- | --- |
|                               | Esquerra - Partit Liberal de Dinamarca (V) | 648,203 | 23,5 | 3 / 13 | 4 / 14     | 2   |
|                               | Socialdemòcrates (A)                       | 592,645 | 21,5 | 3 / 13 | 3 / 14     | =   |
|                               | Esquerra Verda (F)                         | 364,895 | 13,2 | 2 / 13 | 2 / 14     | 1   |
|                               | Partit Socioliberal (B)                    | 277,929 | 10,1 | 2 / 13 | 2 / 14     | 1   |
|                               | Partit Popular Danès (O)                   | 296,978 | 10,8 | 1 / 13 | 1 / 14     | 3   |
|                               | Partit Popular Conservador (K)             | 170,544 | 6,2  | 1 / 13 | 1 / 14     | =   |
|                               | Aliança Roja-Verda (Ø)                     | 151,903 | 5,5  | 1 / 13 | 1 / 14     | Nou |
| Moviment Popular contra la UE | Moviment Popular contra la UE              | 102,101 | 3,7  | 0 / 13 | 0 / 14     | 1   |
| L'Alternativa (Å)             | L'Alternativa (Å)                          | 92,964  | 3,4  | 0 / 13 | 0 / 14     | Nou |
| Aliança Liberal (I)           | Aliança Liberal (I)                        | 60,693  | 2,2  | 0 / 13 | 0 / 14     | =   |